# 陳一鳴
陳 一鳴（ちん いちめい、簡体字:陈 一鸣、1992年11月8日 - ）は、中国の囲碁棋士。広東省出身、中国囲棋協会に所属、三段。閬中古城杯女子名人戦優勝など。

## 経歴
広州市に生まれる。5歳からピアノを習い、7歳から囲碁を学んだが、囲碁の道を選び、2004年に母親とともに北京に出て清風囲棋少年隊で学び、その後劉菁の弟子となる。2009年初段。同年第1回全国智力運動会女子団体戦で広東チームで優勝、アマ女子個人戦準優勝、全国囲棋個人戦4位。2011年智力運動会プロ女子個人快棋戦準優勝、穹窿山兵聖杯世界女子囲碁選手権ベスト8。黄龍士佳源杯女子名人戦準優勝。2013年建橋杯女子囲棋公開戦ベスト4、建橋杯中国囲棋新人王戦ベスト16。2014年建橋杯戦準優勝。
2019年に閬中古城杯女子名人戦決勝で王爽を2-0で破り、初タイトル獲得。
女子甲級リーグでは2013年から広東チームで出場。中国棋士ランキングでは2014年138位。

## 主な棋歴
国際棋戦
- 穹窿山兵聖杯世界女子囲碁選手権 ベスト8 2011、2015年
- 黄龍士佳源杯世界女子囲棋団体選手権戦
  - 2011年 1-2（×吉田美香、○黒嘉嘉、×朴志娟）
  - 2013年 0-1（×金彩瑛）
- おかげ杯国際新鋭対抗戦 2016年優勝

国内棋戦
- 閬中古城杯女子名人戦 優勝 2019年
- 全国智力運動会 2009年女子団体戦優勝、2011年女子団体戦準優勝、女子個人快棋戦準優勝
- 建橋杯女子囲棋公開戦 準優勝 2014年
- 全国囲棋個人戦 209年4位、2014年3位、2015年6位、2017年5位
- 全国運動会 2017年プロ女子個人戦 4位
- 中国女子囲棋甲級リーグ戦
  - 2013年（広東盤実資本）7-6
  - 2014年（広東東湖勁竜）8-6
  - 2015年（広東天禾農資）9-8
  - 2016年（広東天禾農資）7-10
  - 2017年（広東天禾農資）11-7
  - 2018年（時代中国広東）8-10